# لندا شریف
لندا شریف (به انگلیسی: Lunda Sharif) یک شهرک در پاکستان است که در ناحیه دیره اسماعیل خان واقع شده‌است.